# 5802 Casteldelpiano
Az 5802 Casteldelpiano (ideiglenes jelöléssel (5802) 1984 HL1) a Naprendszer kisbolygóövében található aszteroida. Ferreri és Zappala fedezte fel 1984. április 27-én.